# Kopononobryum bengalense
Kopononobryum bengalense är en bladmossart som beskrevs av Theo Albert Arts 2001. Kopononobryum bengalense ingår i släktet Kopononobryum och familjen Splachnobryaceae. Inga underarter finns listade i Catalogue of Life.